# How My Heart Sings!
How My Heart Sings! è un album in studio del musicista statunitense Bill Evans, pubblicato nel 1964.

## Tracce
1. How My Heart Sings (Earl Zindars) – 4:59
2. I Should Care (Sammy Cahn, Axel Stordahl, Paul Weston) – 4:55
3. In Your Own Sweet Way (Dave Brubeck) – 6:59
4. In Your Own Sweet Way [alternate take - bonus track] – 5:54
5. Walking Up (Bill Evans) – 4:57
6. Summertime (George Gershwin, Ira Gershwin, DuBose Heyward) – 6:00
7. 34 Skidoo (Evans) – 6:22
8. Ev'rything I Love (Cole Porter) – 4:13
9. Show-Type Tune (Evans) – 4:22

## Formazione
- Bill Evans - piano
- Chuck Israels - basso
- Paul Motian - batteria